# Schloßberg (Pegnitz)
Der Schloßberg ist ein 543 m ü. NHN hoher Berg im Stadtgebiet von Pegnitz im oberfränkischen Landkreis Bayreuth, Bayern.

## Geographische Lage
Der Schloßberg liegt im Naturpark Fränkische Schweiz-Veldensteiner Forst im Ostteil der Fränkischen Schweiz. Er erhebt sich direkt westlich der Stadt Pegnitz, in der am Osthang des Berges die Pegnitz entspringt.

## Burgstall Böheimstein
Auf dem Berg befand sich im Mittelalter die Burg Böheimstein, die von 1357 bis 1402 zum Königreich Böhmen gehörte. Sie wurde im Zweiten Markgrafenkrieg im Jahr 1553 von Nürnbergern zerstört. Heute erinnert nur noch ein Wall an die Burg.

## Aussichtsturm und Naturdenkmal
Seit 1923 steht auf dem bewaldeten Schloßberg ein Aussichtsturm mit einem guten Blick auf die Stadt und das Umland. Am Südhang des Bergs befindet sich das Naturdenkmal Hoher Fels.